# Haagse School (muziek)
De Haagse School is een muzikale stroming die begon in de tweede helft van de 20e eeuw. De eerste vertegenwoordigers waren als docent aan het Koninklijk Conservatorium in Den Haag verbonden. In het bijzonder worden de volgende componisten gezien als de stichters:  Jan van Vlijmen, Louis Andriessen, Gilius van Bergeijk en Dick Raaijmakers. Ook de studenten van laatstgenoemden, onder wie Richard Ayres, Diderik Wagenaar, Ron Ford, Martijn Padding en Peter Adriaansz maken deel uit van de Haagse School.
De Amerikaanse componist Gene Carl schreef in 1987 in het door Donemus uitgegeven muziektijdschrift 'Keynotes': "Karakteristiek voor de Haagse School is luide, agressieve, ritmisch energieke muziek die wars is van elk neoromantisch sentiment en dikwijls versterkt of elektronisch gemanipuleerd wordt".
Tegenover de Haagse School staat de Rotterdamse School rond onder andere Otto Ketting.